# Specie cavernicolă
Speciile cavernicole sunt animale sau plante care trăiesc în peșteri și sunt caracterizate prin condiții de viață relativ uniforme: temperatură constantă, umezeală mare și lipsă de lumină. 
Animalele cavernicole au tegumentul subțire și permeabil, nepigmentat, organele tactile și olfactive fiind mult dezvoltate. Ex.: viermele de peșteră (Dendrocoelum infernale), diferite crustacee (din genul Bathynella, Niphargus, Porcellio, Synurella, Eleoniscus ș.a.), insecte (Anophthalmus, Italodytes, Leptodirus, Aphaenops), melcul de peșteră (Lartetia quenstedti), pești vivipari cu ochi rudimentari (Amblyopsis, Typhlichthys), amfibieni (Proteus anguinus, Spelerpes). 
Plantele cavernicole sunt reprezentate mai ales prin bacterii și ciuperci, care, fiind heterotrofe, nu au nevoie de lumină. 
Vezi și Peșteră, Troglobiont, Troglofil, Trogloxen, Stigobiont,  Stigoxen, Biospeologie.